# Es-Sfalat
Es-Sfalat (franska: Es-Sfalat (CR), Es-Sfalat (Commune Rurale), arabiska: الريصاني) är en kommun i Marocko.   Den ligger i provinsen Errachidia och regionen Drâa-Tafilalet, i den östra delen av landet, 400 km sydost om huvudstaden Rabat. Antalet invånare är 16 095.